# 2020년 11월 죽음
다음은 2020년 11월에 사망한 저명한 인물 목록이다.
- 11월 1일 - 미국의 영화배우 캐롤 아서
- 11월 2일
  - 대한민국의 코미디언 박지선
  - 이탈리아의 영화배우 지지 프로이에티
- 11월 3일
  - 스페인의 펜싱선수 타이미 차페
  - 미국의 기독교 성직자 어빈 백스터
- 11월 4일
  - 대한민국의 바둑기사 박종렬
  - 일본의 은행가 쓰치야 다카시
- 11월 6일 - 김정균
- 11월 7일
  - 대한민국의 배우 송재호
  - 영국의 영화배우 존 프레이저
  - 영국의 철학자 조너선 색스
- 11월 8일 - 미국의 방송인 앨릭스 트리벡
- 11월 9일 - 대한민국의 군인 김창규
- 11월 10일
  - 말리의 정치인 아마두 투마니 투레
  - 스웨덴의 영화배우 스벤 볼테르
  - 팔레스타인의 정치인 사에브 에레카트
- 11월 11일 - 바레인의 정치인 할리파 이븐 술만 알할리파
- 11월 12일
  - 러시아의 정치인 레오니트 포타포프
  - 가나의 정치인 제리 롤링스
  - 일본의 물리학자 고시바 마사토시
  - 홍콩의 영화배우 쩡웨이취안
- 11월 13일 - 영국의 연쇄살인범 피터 서트클리프
- 11월 14일
  - 보스니아 헤르체고비나의 정치인 하산 무라토비치
  - 아르메니아의 영화배우 아르멘 지가르하냔
- 11월 15일 - 인도의 영화배우 수미트라 차터지
- 11월 16일 - 시리아의 외교관 왈리드 무알렘
- 11월 17일 - 대한민국의 조각가 최만린
- 11월 20일
  - 멕시코의 육상선수 에르네스토 칸토
  - 세르비아의 성직자 이리네이
- 11월 21일
  - 대한민국의 학원인 정경진
  - 미국의 영화배우 디나 디트리히
- 11월 22일 - 모리타니의 정치인 시디 울드 셰이크 압달라히
- 11월 23일
  - 남아프리카공화국의 축구선수 아넬레 응콩카
  - 미국의 영화배우 애비 댈턴
  - 미국의 정치인 데이비드 딩킨스
  - 일본의 소설가 고바야시 야스미
- 11월 24일
  - 대한민국의 정치인 이세기
  - 니제르의 정치인 마마두 탄자
- 11월 25일
  - 아르헨티나의 축구선수 디에고 마라도나
  - 멕시코의 가수 플로르 실베스트레
- 11월 26일
  - 수단의 정치인 사디크 알마흐디
  - 이탈리아의 영화배우 다리아 니콜로디
- 11월 27일
  - 대한민국의 소설가 천승세
  - 이란의 과학자 모센 파크리자데
- 11월 28일 - 잉글랜드의 영화배우 데이비드 프로스
- 11월 29일
  - 대한민국의 국회의원 윤영탁
  - 대한민국의 동양화가 서세옥
  - 세네갈의 축구선수 파파 부바 디오프
  - 미국의 작가 벤 보바